# 草场镇
草场镇，原为草场乡，是中华人民共和国四川省攀枝花市米易县下辖的一个乡镇级行政单位。2019年12月，撤乡设镇。

## 行政区划
草场镇下辖以下地区：
龙华社区村、碗厂村、顶针村、晃桥彝族社区村、克朗社区村、仙山社区村、沙坝社区村和山后村。